# Васукі

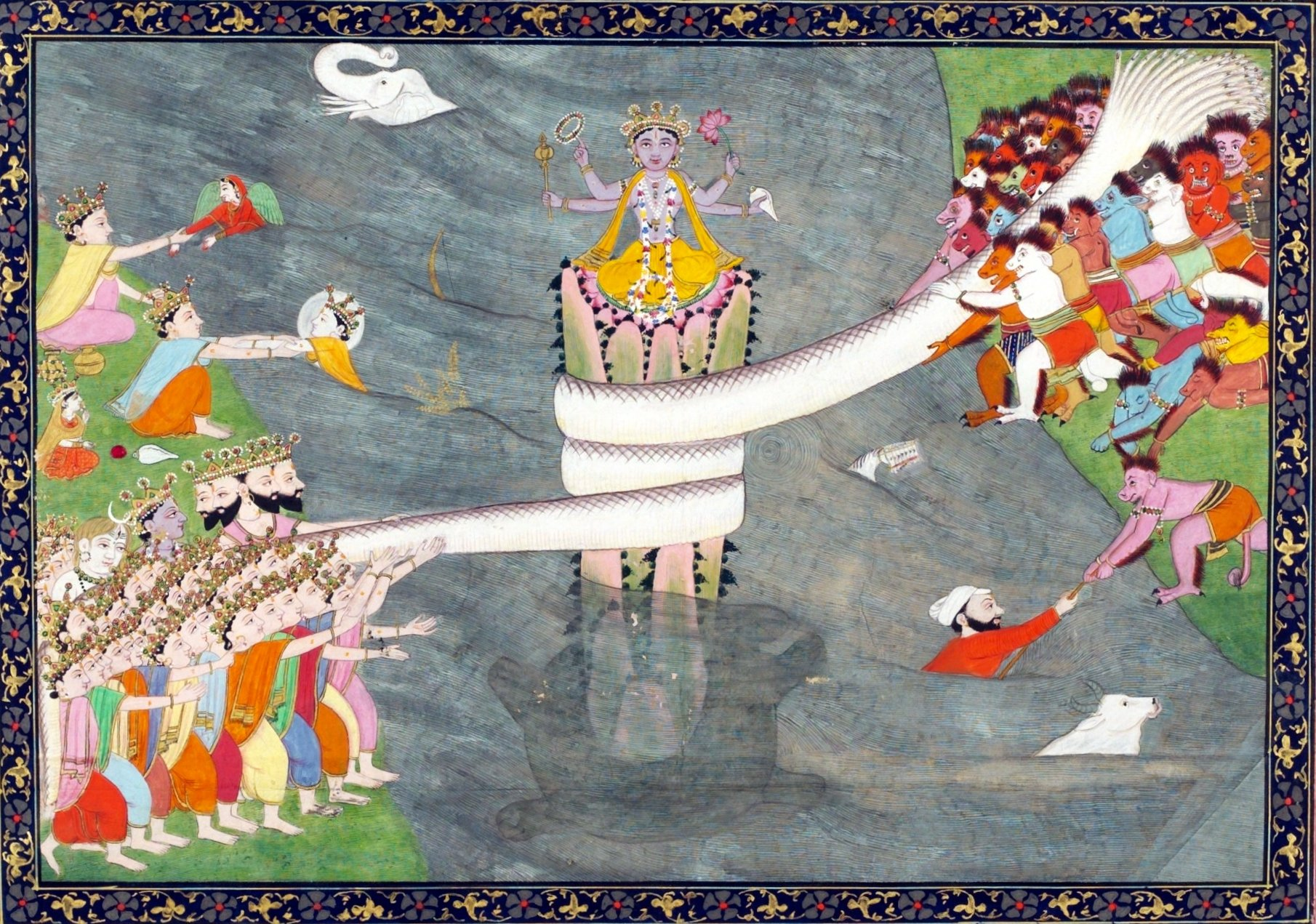
За допомогою Васукі боги та демони здійснюють збивання Молочного океану

Васукі — в індуїзмі — величезний багатоокий і багаторотий змій, володар нагів. Його сестрою є володарка змій Манаса.
Боги і демони використовували Васукі для збивання океану з метою добування амріти — еліксиру безсмертя. Змія було обернуто навколо гори Мандара і боги й демони по черзі тягнули змія за голову та хвіст, щоб змусити гору обертатися. При цьому з пащі Васукі виривалося полум'я, що обпікало демонів. Іноді Васукі приписується виділення отрути калакути (алахали), яку випив Шива, щоб урятувати від неї всесвіт.
Храм Васукі в Аллахабаді (Nag Basuki Mandir) згадується у Матс'я- і Курма-пуранах, які відносять до маха-пуран. Вважається, що більша частина маха-пуран з'явилася в період Гуптів (з 320 по 500 роки н. е.). Згідно ж традиції індуїзму, пурани були складені В'ясадевою на початку Калі-юги у кінці IV тисячоліття до н. е.